# Laurent Bonnevay
Pour les articles homonymes, voir Bonnevay.
Laurent Bonnevay, né le 28 juillet 1870 à Saint-Didier-au-Mont-d'Or et mort le 28 mai 1957 à Lyon, est un avocat et homme politique français centriste de la Troisième République. Il fut notamment Garde des Sceaux dans le ministère d'Aristide Briand (16 janvier 1921 - 16 janvier 1922) et président de la commission d'enquête sur le 6 février 1934. Il fit partie des 80 parlementaires qui refusèrent en 1940 de voter les pleins pouvoirs au maréchal Pétain.

## Biographie
Laurent Bonnevay était le fils de Jacques Bonnevay, avocat et conseiller général du Rhône. Il obtint son diplôme de droit et s'inscrivit au barreau de la cour d'appel de Lyon en 1893. Il s'impliqua très tôt dans la politique locale et entra dans la vie publique en 1900 en tant que conseiller municipal.
Appartenant à la droite républicaine, Laurent Bonnevay se distingua au cours de sa carrière de député par ses constantes préoccupations sociales. Il fut notamment le père de la première loi sur le logement social en 1912 : la Loi Bonnevay du 23 décembre 1912, dont il fut le rapporteur, crée des offices publics d’HBM (habitations à bon marché) financés par les municipalités.
Il crée le 12 avril 1920 l’Office public d’HBM (habitations à bon marché) du département du Rhône : construit en 1924, ses 107 premiers habitats sociaux à Tarare. Avant 1939, il a livré plus de 1 500 logements à Lyon, dans la périphérie, ainsi qu’à Villefranche-sur-Saône.
Président de la commission d'enquête sur le 6 février 1934, il fut unanimement loué pour son impartialité, mais subit les foudres des ligues d'extrême-droite, directement incriminées dans les conclusions du rapport d'enquête.
Il fut l'un des rares députés à s'opposer aux accords de Munich en 1938. Il fit partie des 80 parlementaires qui refusèrent en 1940 de voter les pleins pouvoirs à Philippe Pétain.

## Postérité
Réputé pour son sens de la formule, Laurent Bonnevay a notamment laissé cette définition de lui-même : « Je suis un républicain modéré mais non modérément républicain ».
Malgré un ancrage important dans le département du Rhône dont il présida le conseil général pendant 12 ans, il reste relativement peu de traces de la mémoire de Laurent Bonnevay.
Dans la Métropole de Lyon, une partie du boulevard périphérique de Lyon et une station du métro de Lyon à Villeurbanne portent son nom. Sa ville natale, Saint-Didier-au-Mont-d'Or, a donné son nom à un centre de loisirs et à une salle de spectacles. Une avenue porte son nom à La Mulatière, ainsi qu'un square à Bron, une place à Caluire.
Dans sa circonscription électorale du Beaujolais, on trouve une place à Villefranche-sur-Saône et une impasse à Gleizé. 
Ailleurs en France, on trouve un quartier et une avenue Laurent-Bonnevay à Cholet et à Saumur, une rue à Nantes (quartier Nantes Sud) et à Strasbourg, une résidence à Montpellier. Il y a aussi une rue Laurent-Bonnevay à Niort, Nancy (quartier du Haut-du-Lièvre) et Savigny-sur-Orge ainsi qu'une place à Grenoble.
Le 11 novembre 2012, la poste française a émis un timbre Centenaire de la loi Bonnevay d'une valeur faciale de 0,57 euro célébrant la création des premiers offices d'HLM, grâce à l'action du député lyonnais Laurent Bonnevay. Ce timbre est l’œuvre de l'artiste graveur Claude Andréotto.

## Carrière politique

### Mandats électifs
- Conseiller municipal de Lyon (1900-1904).
- Conseiller général du canton de Lamure-sur-Azergues (1904-1940 et 1945-1957).
- Président du conseil général du Rhône (1934-1940 et 1951-1957).
- Député de la seconde circonscription de Villefranche-sur-Saône (1902-1924 et 1928-1941).
- Sénateur du Rhône (1924-1928).
- Membre de l'Assemblée consultative provisoire (1944-1945).

### Fonction gouvernementale
- Garde des Sceaux dans le ministère d'Aristide Briand (16 janvier 1921 - 15 janvier 1922)

## Œuvres
- Les ouvrières lyonnaises travaillant à domicile. Misères et remèdes, Montbrison, imprimerie Eleuthère Brassart, 148 p, 1896.
- Les habitations à bon marché, Paris, H. Dunod et E. Pinot éditeurs, 304 p, 1912.
- Les journées sanglantes de février 1934, Paris, Flammarion, 249 p, 1935.
- Histoire politique et administrative du conseil général du Rhône 1790-1940, Lyon, édition Joannès Desvigne, 2 tomes, 285 et 293 p, 1946.
- Les mœurs politiques dans le Rhône au début du XXe siècle. 1898 - 1945, exemplaire dactylographié non publié, (Archives départementales du Rhône), 308 p, 1950-1955.
- Sur la Troisième République. Souvenirs d’un vieux parlementaire. 1900-1946, exemplaire dactylographié non publié, (Archives départementales du Rhône), 351 p, 1950-1955.